# Resolutie 1229 Veiligheidsraad Verenigde Naties
Resolutie 1229 van de Veiligheidsraad van de Verenigde Naties werd unaniem door de VN-Veiligheidsraad aangenomen op 26 februari 1999. De resolutie hief de MONUA-waarnemingsmissie in Angola op.

## Achtergrond
Nadat Angola in 1975 onafhankelijk was geworden van Portugal keerden de verschillende onafhankelijkheidsbewegingen zich tegen elkaar om de macht. Onder meer Zuid-Afrika en Cuba bemoeiden zich in de burgeroorlog, tot ze zich in 1988 terugtrokken. De VN-missie UNAVEM I zag toe op het vertrek van de Cubanen. Een staakt-het-vuren volgde in 1990, en hiervoor werd de UNAVEM II-missie gestuurd. In 1991 werden akkoorden gesloten om democratische verkiezingen te houden die eveneens door UNAVEM II zouden worden waargenomen.

## Inhoud

### Waarnemingen
De (slechte) situatie in Angola werd voornamelijk veroorzaakt doordat UNITA haar verplichtingen uit het vredesakkoord niet nakwam. Men was bezorgd over de gevolgen van die situatie voor de bevolking. De Veiligheidsraad herhaalde ook dat vrede en verzoening enkel op vreedzame manieren konden worden bereikt. Nog door de situatie kon de MONUA-waarnemingsmissie haar mandaat niet naar behoren uitvoeren. Doch kon de aanwezigheid van de VN veel bijdragen aan nationale verzoening en waren met Angola praktische regeling getroffen daaromtrent.

### Handelingen
Secretaris-generaal Kofi Annan stelde voor MONUA technisch op te heffen en de Veiligheidsraad volgde hem daarin. Enkel het mensenrechtencomponent zou tijdens de eindperiode actief blijven. De secretaris-generaal werd gevraagd met Angola te overleggen over een volgende VN-aanwezigheid.
Ten slotte was de Veiligheidsraad nog bezorgd over het gebrek aan medewerking – vooral van UNITA – aan het onderzoek naar het neerhalen van twee VN-vliegtuigen en het verdachte verlies van commerciële toestellen boven door UNITA gecontroleerd gebied.

## Verwante resoluties
- Resolutie 1219 Veiligheidsraad Verenigde Naties (1998)
- Resolutie 1221 Veiligheidsraad Verenigde Naties
- Resolutie 1237 Veiligheidsraad Verenigde Naties
- Resolutie 1268 Veiligheidsraad Verenigde Naties

Lijst ·  1220 ·  1221 ·  1222 ·  1223 ·  1224 ·  1225 ·  1226 ·  1227 ·  1228 ·  1229 ·  1230 ·  1231 ·  1232 ·  1233 ·  1234 ·  1235 ·  1236 ·  1237 ·  1238 ·  1239 ·  1240 ·  1241 ·  1242 ·  1243 ·  1244 ·  1245 ·  1246 ·  1247 ·  1248 ·  1249 ·  1250 ·  1251 ·  1252 ·  1253 ·  1254 ·  1255 ·  1256 ·  1257 ·  1258 ·  1259 ·  1260 ·  1261 ·  1262 ·  1263 ·  1264 ·  1265 ·  1266 ·  1267 ·  1268 ·  1269 ·  1270 ·  1271 ·  1272 ·  1273 ·  1274 ·  1275 ·  1276 ·  1277 ·  1278 ·  1279 ·  1280 ·  1281 ·  1282 ·  1283 ·  1284